# 不真实的国度
《不真实的国度》（英語：In the Realms of the Unreal）是2004年上映的一部由虞琳敏导演的讲述美国非主流艺术家亨利·达尔格的紀錄片。
直到他的遗作被发现前，人们对达尔格的印象是一位默默无闻的医院看门人。他精心创作了15145页手稿，题为《维维安女孩的故事》，讲述由“儿童奴隶的叛乱”引发了格兰德-安吉尼亚战争的一个虚幻国度。内含几百幅水彩画和其他插图。
本片在温哥华国际电影节上获得加拿大国家电影局奖最佳纪录片。

## 内容
这部电影是非典型的纪录片风格。达尔格只有三张已知的照片，而且有隐居的生活方式。这部电影主要是一部传记，并包括达尔格的作品中一些故事的动画化。其中也包含达尔格的几个邻居和熟人的采访。